# Auðunn skökull Bjarnarson
Auðunn skökull Bjarnarson (apodado eje de carro o argolla, 880 - 920) fue un vikingo de Vestfold, Noruega, era hijo de Björn Hunda-Steinar Eiríksson (810 - 880), y nieto del jarl Hunda-Steinar del Danelaw en Inglaterra. Es un personaje secundario en la saga de Laxdœla.
Auðunn skökull fue uno de los primeros colonos de Húnavatnssýsla, en Islandia, donde fundó su hacienda en Auðunarstaðir, Viðidalstúnga, y se le considera en primer goði del clan familiar de los Víðdælir.

## Herencia
Tuvo relaciones con dos mujeres, la primera con una mujer de la que no se conoce el nombre, pero tuvo dos hijos:
- Þóra Auðunsdóttir (n. 920), que sería madre de Ulfhild (Gunhild) y por lo tanto abuela de Åsta Gudbrandsdatter, madre del rey Olaf II de Noruega; y
- Eysteinn Auðunsson (n. 923).[7]

La segunda relación fue con Þórdís Þorgrímsdóttir (n. 890), nieta de Ufeig burlufot Ivarson, y de esa relación nació Ásgeir Auðunsson.